# 王梓薇
王梓薇（1996年11月20日—），中国大陆女演员。毕业于上海戏剧学院表演系本科。2014年参加《我为喜剧狂》进入演艺圈。2015年因参加校园真人秀《一年级·大学季》而被观众认识。2016年出演个人首部玄幻剧《那片星空那片海》。2017年，出演杨龙执导，胡一天、沈月主演的青春校園爱情剧《致我们单纯的小美好》，在剧中饰演主角陳小希的好友林静晓。

## 早年经历
2014年，王梓薇参加了湖北卫视推出的喜剧类选秀综艺节目《我为喜剧狂》，而她在节目中也有着亮眼的表现 ；同年，她还参演了英达执导的青少年情景喜剧《非凡淘气包》。
2015年，王梓薇考入了上海戏剧学院表演系本科班；同年9月，她开始参与湖南卫视和上戏共同推出的原创校园纪实真人秀《一年级·大学季》，她在节目中则与其他几位上戏表演系学生跟随导师展开了音乐、表演、形体、舞蹈等一系列艺术专业知识的主题学习与考核，而王梓薇也因在节目中的不俗表现而被观众认识。

## 演艺经历
2016年，王梓薇出演了玄幻动作爱情剧《幻城》的番外篇《幻城凡世》；同年，她还与冯绍峰、郭碧婷、黄明等人联袂出演了根据桐华同名小说改编的现代玄幻爱情剧《那片星空那片海》，在剧中饰演了时尚靓丽的都市女孩儿米雪儿，这也是王梓薇的首部正式影视作品。
2017年3月，王梓薇出演了青春校園爱情剧《致我们单纯的小美好》，在剧中饰演主角陳小希的好友林静晓。

## 影视作品

### 电视剧/网络剧
| 首播年份 | 剧名                     | 角色          | 備註                         |
| 2015年   | 《非凡淘气包》           | 秦美美        |                              |
| 2017年   | 《幻城凡世》             | 程桐          | 网络剧                       |
| 2017年   | 《那片星空那片海》       | 米雪儿/白一晗 |                              |
| 2017年   | 《致我们单纯的小美好》   | 林静晓        | 网络剧                       |
| 2018年   | 《戀與偶像》             | 徐子芊        | 网络剧                       |
| 2018年   | 《知否知否應是綠肥紅瘦》 | 小桃          |                              |
| 2020年   | 《夏夜知君暖》           | 苏暖夏        | 网络剧                       |
| 2021年   | 《女孩子不好惹》         | 叮当          | 网络剧                       |
| 2021年   | 《清落》                 | 玉清落        | 网络剧                       |
| 2021年   | 《另一半的我和你》       | 林佳          | 网络剧                       |
| 2021年   | 《你好，火焰蓝》         | 江桐          | 网络剧                       |
| 2022年   | 《星汉灿烂·月升沧海》    | 五公主        | 网络剧                       |
| 2022年   | 《悬崖下的妻子》         | 关欣          | 网络短剧                     |
| 2023年   | 《武林有侠气》           | 王小花        | 网络剧                       |
| 2024年   | 《与凤行》               | 小桃          |                              |
| 2024年   | 《承欢记》               | 朱宝翘        |                              |
| 2024年   | 《玫瑰的故事》           | 胡琳          |                              |
| 2024年   | 《山花烂漫时》           | 蔡虹          | 客串                         |
| 2024年   | 《怪奇笔记》             | 琳子          | 网络短剧，單元《記憶相機》   |
| 2024年   | 《怪奇笔记》             | 思琪          | 网络短剧，單元《一天一生》   |
| 2024年   | 《怪奇笔记》             | 小艾          | 网络短剧，單元《漫長的愛情》 |
| 2025年   | 《狮城山海》             | 程南屏        | 网络短剧                     |
| 2025年   | 《明媒善娶》             | 程若寧        | 网络剧，2021年拍攝           |
| 待播     | 《叵测》                 | 李芬          | 网络剧                       |
| 待播     | 《罚罪之英雄简史》       | 冷珊          | 网络剧                       |

### 電影
| 首映年份 | 剧名               | 角色 | 備註     |
| 2018年   | 《朋友圈靈異事件》 | 蕭凌 | 網絡電影 |
| 2024年   | 《乔妍的心事》     | 方蕾 |          |